# Thomas George Morton
Thomas George Morton, född 8 augusti 1835 i Philadelphia, död 20 maj 1903, var en amerikansk kirurg.
Morton tog sin examen 1856 vid University of Pennsylvania och året därpå blev han överläkare vid Pennsylvaniasjukhuset. Under inbördeskriget var han drivkraften bakom flera militärsjukhus och under åren 1862-1865 drev han tillsammans med David Hayes Agnew det största av dem.
Han var professor i klinisk och praktisk kirurgi och på hans meritlista finns förutom att han grundat flera sjukhus (bl.a. Philadelphias ortopediska sjukhus) även att han 1886 var en av de första som efter en korrekt diagnos utfört en lyckad blindtarmsoperation. Morton satt även med i styrelsen för ett flertal föreningar som till exempel Pennsylvanian Society for the Restriction of Vivisection och Society for the Prevention of Cruelty to Children.
Han har givit namn åt Mortons sjukdom och Mortons neurom.